# Agustín Barrios Mangoré
Pour les articles homonymes, voir Barrios.

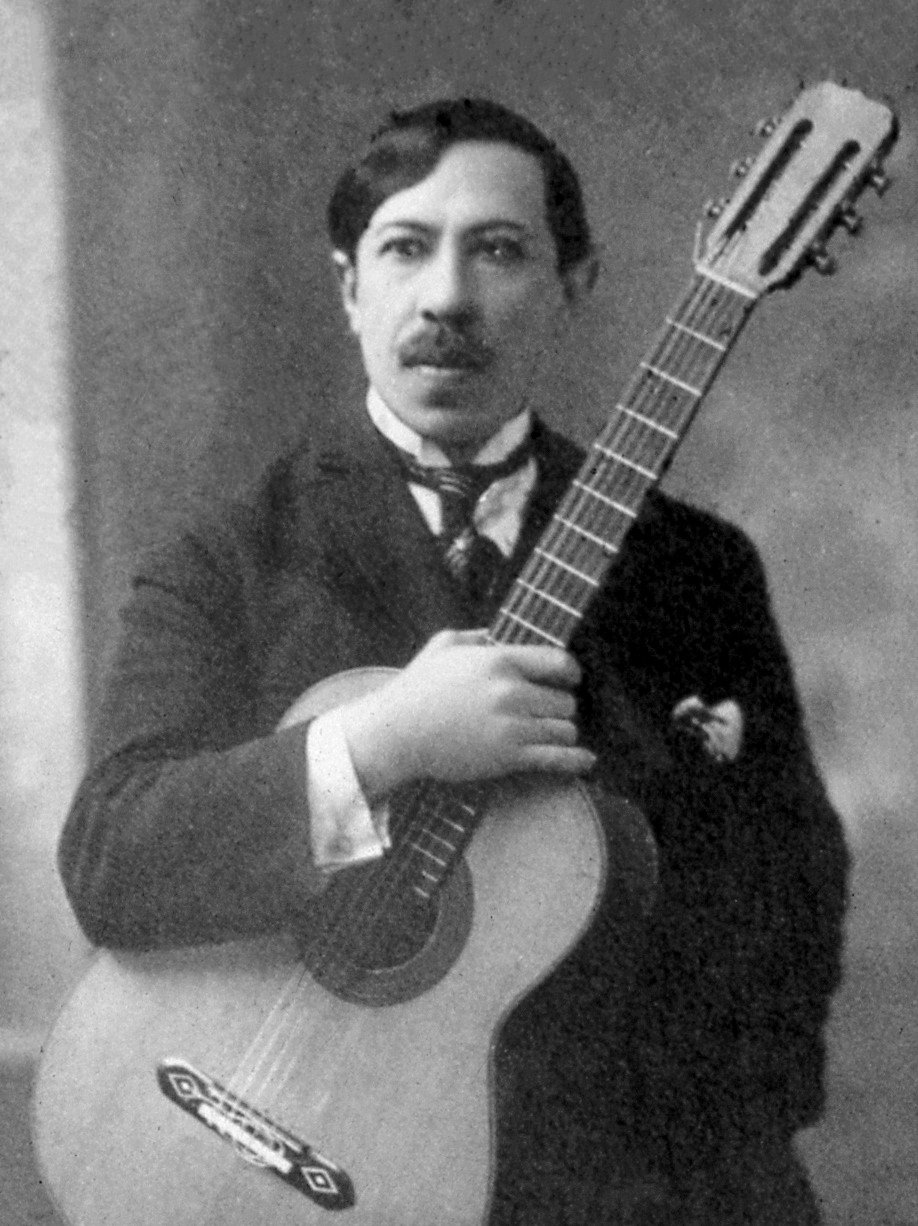
Agustín Barrios en 1922

Agustín Barrios Mangoré, né le 5 mai 1885 à San Juan Bautista de las Misiones, Paraguay, décédé le 7 août 1944 au San Salvador, République du Salvador, est un compositeur pour guitare de la période moderne. Il a composé environ trois cents œuvres pour la guitare classique, dont il reste une centaine publiées ou enregistrées.

## Biographie
Son nom de naissance est Agustín Pío Barrios. À partir de 1932, il se fait appeler « Nitsuga Mangoré », du nom d'un leader guarani de la résistance à la colonisation espagnole au Paraguay (pourtant Nitsuga est tout simplement son prénom écrit à l’envers), puis « Agustín Barrios Mangoré ». Il lui arrivait de s'habiller en indien guarani lors de ses concerts.
Il étudie la guitare, la composition, l'harmonie et le contrepoint à Asunción où il est l'élève de Gustavo Sosa Escalada, puis d'Antonio Jimenez Manjón. Il se consacre par la suite entièrement à la composition et donne de nombreux concerts.
D'abord célèbre au Paraguay, il se produit ensuite dans une grande partie de l'Amérique latine et des Caraïbes : Argentine, Uruguay, Venezuela, Salvador, Mexique, Cuba, Costa-Rica etc. Il tourne en Europe en 1934-1936 (Belgique, Allemagne, Espagne et Royaume-Uni).
Dès 1909, il réalise de nombreux enregistrements pour le phonographe, invention alors récente. Ces enregistrements sont de précieux témoignages sur sa virtuosité et restent parfois la seule trace de ses compositions. À cette époque les enregistrements se faisaient d'un seul jet et ne laissaient aucun droit à l'erreur. Il maîtrisait aussi le solfège et plusieurs de ces morceaux furent conservés ainsi par ses élèves. Ces partitions calligraphiées étaient d'une perfection incroyable et les doigtés y étaient scrupuleusement notés.

## Œuvres
Ses pièces sont largement inspirées par le folklore sud-américain, mais montrent aussi sa connaissance des compositeurs européens. De par ses voyages, ce grand guitariste pan-américain nous a laissé une œuvre très éclectique et riche d'influences. 
Parmi ses pièces majeures, on peut citer :
- La Catedral (1914, 1938) évoque la cathédrale de Montevideo (Uruguay) c'est une de ses plus grandes œuvres
- Diana Guaraní évoque la guerre de 1864 au Paraguay
- Sueño en la Floresta
- Valse no 3
- Valse no 4
- Maxixe
- Aire de Zamba
- Aconquija
- Cueca
- Las Abejas
- Julia Florida (barcarola)
- Choro de Saudade

Œuvres complètes : Zen On, Éditions Castelle